# Masahito Suzuki
Masahito Suzuki (鈴木 正人 Suzuki Masahito?, nacido el 28 de abril de 1977 en Chiba) es un exfutbolista japonés. Jugaba de guardameta y su último club fue el Cerezo Osaka de Japón.

## Trayectoria

### Clubes
| Club             | País  | Año         |
| ---------------- | ----- | ----------- |
| Shonan Bellmare  | Japón | 2000 - 2005 |
| Cerezo Osaka     | Japón | 2006 - 2009 |
| Tokushima Vortis | Japón | 2007        |